# 勒万站
勒万站是法国的一个铁路车站，位于法国阿登省的勒万（Revin）。

## 位置
勒万站位于勒万城区的东部，默兹河左岸。车站大致呈南北走向，开口朝西。

## 车站概况
勒万站是一个小型的火车站，设有人工售票窗口及自动售票机。站前设有停车场及大巴车上下车地点。

## 停靠线路
以下列车线路在勒万站停靠：
| 勒万站列车线路表       |              |             |        |              |
| 线路                   | 车种         | 上一站      | 下一站 | 大致运行频率 |
| 沙勒维尔-梅济耶尔—济韦 | 法国大区列车 | 德维勒/昂尚 | 菲迈   | 每天7~14趟   |
| 1.                     |              |             |        |              |

## 配套交通

### 大巴车
勒万站对应的大巴车上下车地点位于车站前方的空地上，阿登省政府下属的城际客运公司提供"勒万—朗韦—沙勒维尔-梅济耶尔"及"勒万—罗克鲁瓦"两条大巴车线路。此外，当某条铁路线施工或罢工时，SNCF也会提供途径该线路沿途站点的大巴车。

### 市内交通
勒万站暂无城市公共交通服务。

## 临近车站
| 勒万站（Gare de Revin）        |                  |          |
| 上行车站                       | 线路             | 下行车站 |
| 昂尚站                         | 苏瓦松－济韦铁路 | 菲迈站   |
| - 本表仅显示运营中的线路及车站 |                  |          |